# Andreas Hammerschmidt

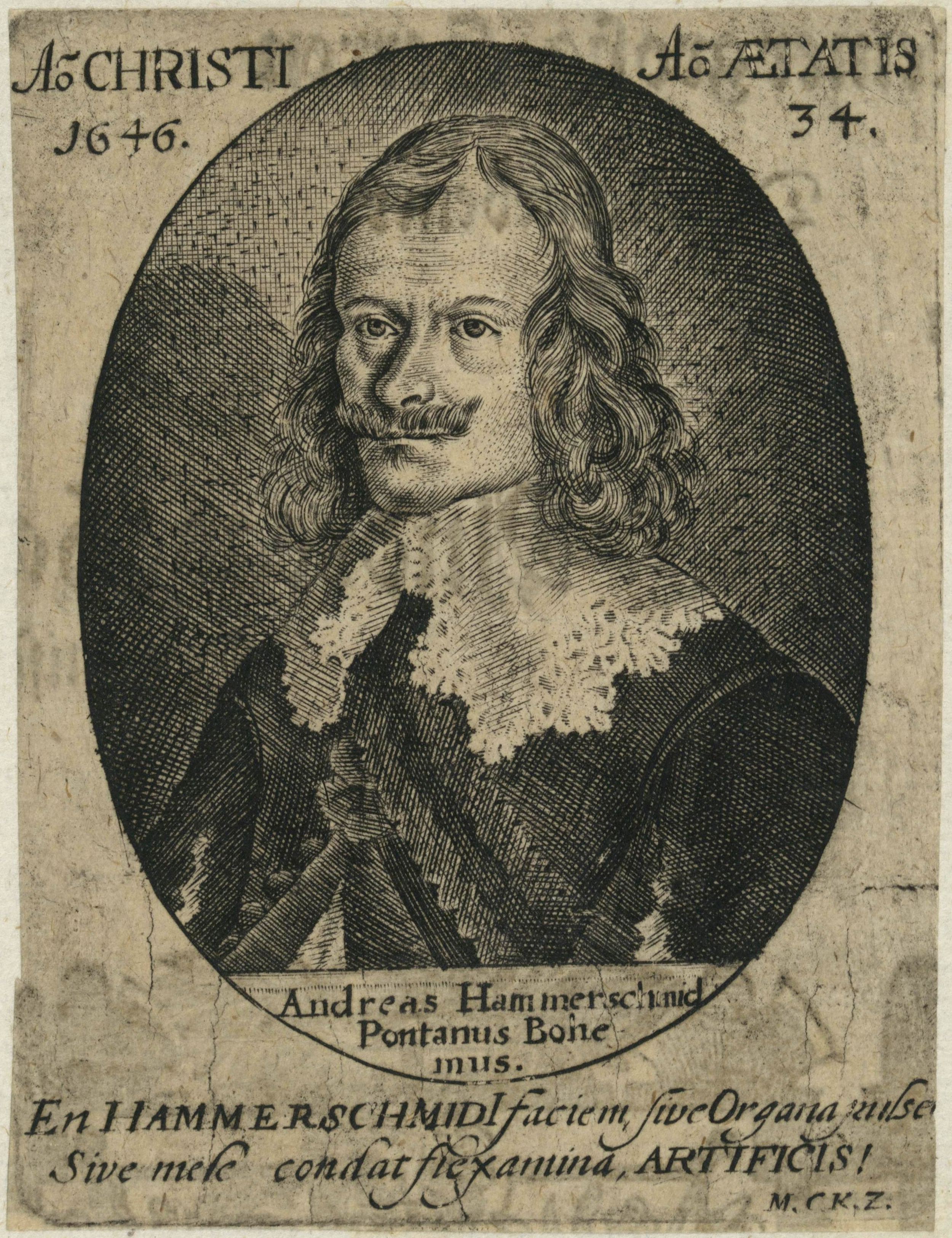
Andreas Hammerschmidt, 1646

Andreas Hammerschmidt, auch Hammerschmied oder Hammerschmiedt (* zwischen Mai und Oktober 1611 in Brüx, Böhmen; † 29. Oktoberjul. / 8. November 1675greg. in Zittau), war ein lutherischer deutscher Komponist und Organist.

## Leben
Andreas Hammerschmidts Vater Hans war Sattler und stammte aus Carthause bei Zwickau. Über seine Mutter ist nichts bekannt, jedoch heiratete der Vater 1614 seine zweite Frau Dorothea. Wahrscheinlich zwischen März und August 1626 floh die Familie aus Brüx in das lutherische Kurfürstentum Sachsen. Grund war die durch den habsburgischen Landesherrn in Böhmen gewaltsam betriebene Gegenreformation. In Freiberg erlangte der Vater 1629 das Bürgerrecht.
Bei wem Andreas Hammerschmidt seine musikalische Ausbildung erhielt, ist unbekannt. Vermutet werden Balthasar Springer (1608–1654 Domorganist in Freiberg), Christoph Demantius (Domkantor in Freiberg), Christoph Schreiber (1605–1639, Organist der Kirche St. Petri in Freiberg) oder Stephan Otto (Kantor in Schandau).
Von 1633 bis 1634 hatte Hammerschmidt seine erste Stelle als Organist auf Schloss Weesenstein bei Graf Rudolf von Bünau (1603–1634) inne. Ab Dezember trat er die Nachfolge von Christoph Schreiber als Organist der Kirche St. Petri in Freiberg an und setzte sich somit gegen den Döbelner Organisten Michael Dehn († 1656) – einen gebürtigen Freiberger – durch. Das Bürgerrecht in Freiberg erlangte Hammerschmidt 1637 als Organist. Im selben Jahr heiratete er Ursula Teufel (* 1618; † 26. September 1681), Tochter eines Prager Kaufmanns. Sie gebar ihm sechs Kinder, wovon nur drei Töchter überlebten: Anna Rosina (* 1641) heiratete am 28. Oktober 1664 den Zittauer Kaufmann Christoph Möller, Anna Sabina heiratete 1665 den Zittauer Stadtpfeifer Florian Ritter († 1685) und in zweiter Ehe Jean la Croir, geheimer Kämmerer des Kurfürsten Johann Georg III. Anna Dorothea (* 1646; † 31. März 1675) heiratete am 8. November 1666 Joachim Jung von Jungenfels’ Sohn Gottfried, einen Dr. Jur.
Nach dem Tod Schreibers wurde Hammerschmidt 1639 wiederum sein Nachfolger an St. Johannis in Zittau, wo er sich bis an sein Lebensende niederließ. In der damals reichen Stadt waren neben den Bürgermeistern der Gymnasiallehrer und Kantor Simon Crusius (1607–1678), der Rektor des Johanneum Christian Keimann (1607–1662) und der Stadtpfeifer Florian Ritter seine Kollegen. Vertonungen der Lieder Keimanns und Beiträge zu dessen Schulbüchern und -spielen sowie jährlich Veröffentlichungen eigener Kompositionen mit Vorworten von Heinrich Schütz und Johann Rist verhalfen Hammerschmidt zu Ansehen und Wohlstand. Das Lied „Freuet euch, ihr Christen alle“ (EG 34), von Keimann in der Vertonung von Hammerschmidt, ist noch heute im evangelischen Gesangbuch enthalten und erschien erstmals 1648 im Vierten Teil von Hammerschmidts Musikalischen Andachten als achtstimmiger Satz. Im Jahre 1757 vernichtete der große Stadtbrand in Zittau einen Großteil der Quellen über Hammerschmidt.
Es ist wenig bekannt über seine Kontakte und Reisen. Er besuchte in Dresden Schütz und hörte dessen Werke sowie die italienischer Musiker. Reisen nach Görlitz sind belegt durch einige Widmungen (Motettae an das Görlitzer Collegium Musicum sowie an dortige Musikfreunde die Weltlichen Oden I u. II und die Dialogi). Eine Komposition zur Einweihung der St.-Elisabeth-Kirche belegt seine Kontakte nach Breslau. Im Jahr 1642 prüfte er im Auftrag des Bautzener Rates die vom Dresdener Orgelbaumeister Tobias Weller errichtete neue Orgel im evangelischen Teil des Domes St. Petri.
Den aufbrausenden Charakter des Organisten und Komponisten veranschaulichen einige Anekdoten über Auseinandersetzungen mit Johann Rosenmüller in Leipzig und dem Zittauer Weinschenker Chr. Mauer. Auch fungierte Hammerschmidt als Dorf- und Forstverwalter in Waltersdorf; er erlangte das Privileg, als einziger in Zittau Klavierunterricht zu erteilen, und war ein überdurchschnittlich wohlhabender Musiker. Er konnte sich mehrere Häuser kaufen oder bauen lassen.
Sein aufwendiges Grabmal auf dem Zittauer Kreuzkirchhof ist heute nicht mehr erhalten. Auf dem verschollenen Grabstein stand geschrieben:
Es schweiget zwar alhier des edlen Schwanes Thon,

Doch klingt er wunderschön vor seines Gottes Thron.

Mors mea Vita mea est.

Des Edlen Schwanes Thon hat nun hier aufgehöret,

Weil Er vor Gottes Thron der Engel Chor vermehret.

Andreas Hammerschmidt Musicus Celeberrimus vixit Annos 64.

In officio 41. Denatus Ao: 1675 d. 29. Oct.

Der Deutschen Ehre, Ruhm und Zier,

Amphion ruht und schläft allhier.

Ach! Orpheus wird nicht mehr gehört

den Zittau vorhin hat geehrt.
Einzuordnen ist er in die Gruppe der evangelisch-lutherischen Kirchenkomponisten wie Heinrich Schütz und Johann Sebastian Bach. Durch die Umstände, die der Dreißigjährige Krieg (1618 bis 1648) mit sich brachte, handelte es sich bei seiner ersten bekannten Komposition um ein Dankgebet für den Sieg der Sachsen „Verleih uns Frieden“. Dabei belegen zahlreiche Auflagen, dass sich auch seine Erstkomposition „Erster Fleiß...“ großer Beliebtheit erfreute.

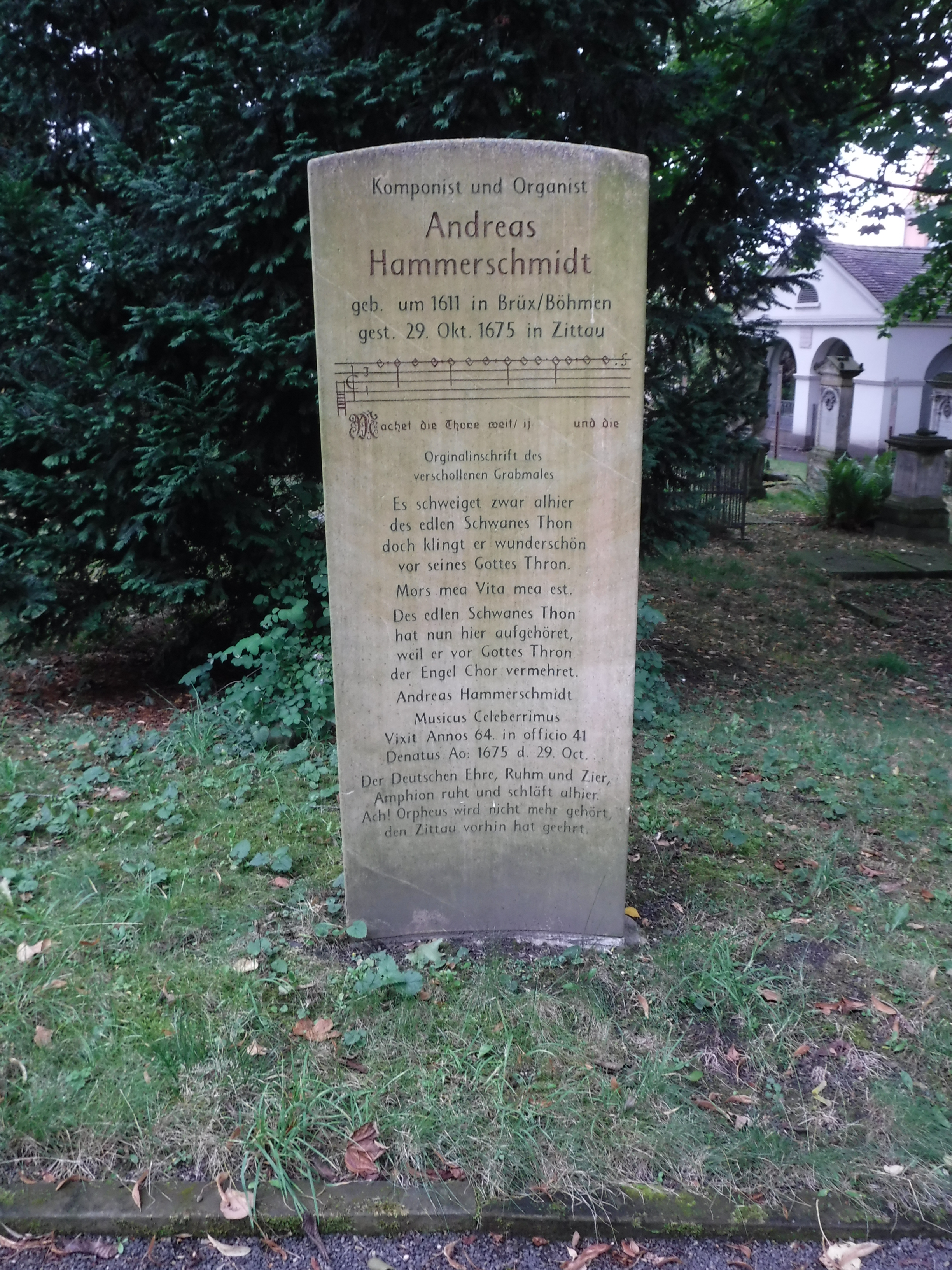
Gedenkstein in Zittau

Sein kompositorisches Schaffen umfasst unter anderem Lieder, Kantaten, Motetten, Instrumental- wie auch Vokalkompositionen. Die Melodieführung seiner Kompositionen gilt allgemein als eingängig und leicht fasslich und wurde 1706 von Martin Heinrich Fuhrmann in seinem „Musikalischen Trichter“ abwertend als „Hammerschmiedischer Fuß“ apostrophiert. Da jedoch das Werk von Hammerschmidt noch nicht in seiner Gesamtheit erschlossen ist, kann man ihm Oberflächlichkeit oder ein Fehlen einer interpretatorischen Tiefe nicht vorwerfen. Entschieden verteidigt Johann Beer 1719 Hammerschmidt: „denn dieser hat, was die Ehre Gottes betrifft, […] mehr getan als tausend Operisten“.
Der 400. Geburtstag von Andreas Hammerschmidt war dem Verein Mitteldeutsche Barockmusik in Sachsen, Sachsen-Anhalt und Thüringen e. V. Anlass, die Tage Mitteldeutscher Barockmusik 2011 in Zittau zu veranstalten. Die Hammerschmidt-Gedenkstein-Initiative errichtete im Jahr 2011 in Zittau eine Stele mit der originalen Grabinschrift als Denkmal.
Seit 2015 erscheint beim Verlag Kamprad unter der Leitung von Michael Heinemann die auf 15 Bände angelegte Gesamtausgabe der Werke von Andreas Hammerschmidt. Eine weitere Werkausgabe wird seit 2016 im Verlag C. Hofius herausgegeben.

## Werke (Auswahl)

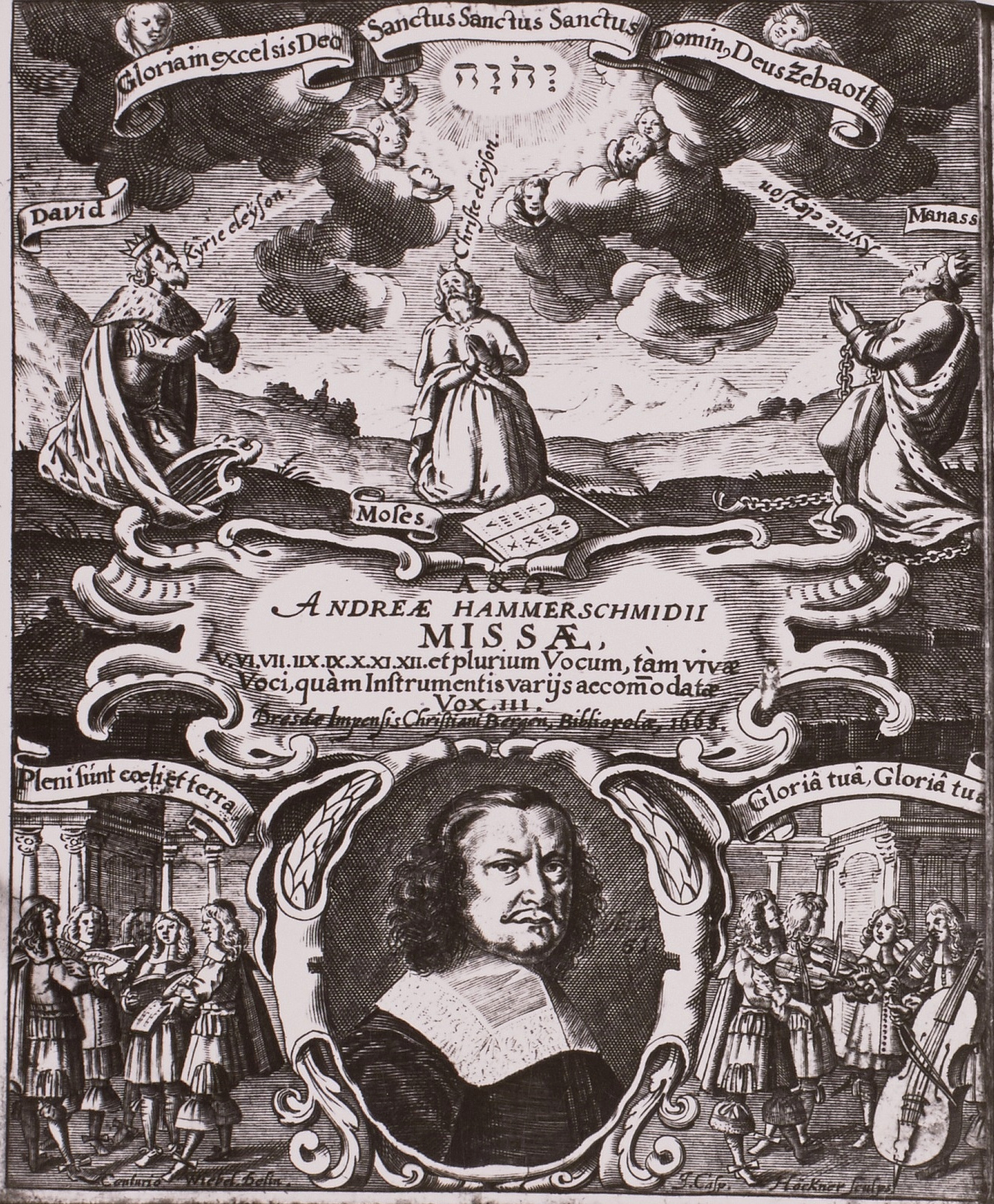
Titelkupfer zu Hammerschmidts Missae mit Porträt des Komponisten

- Erster Fleiß allerhand neuer Paduanen, Galliarden, Balletten, Mascharaden, Francoischen Arien, Courenten u. Sarabanden, 5 St. auf Violen, Generalbaß. 1636 (2. Auflage 1639, 3. Auflage 1648, 4. Auflage 1650; neu hrsg. v. Helmut Mönkemeyer, 1939)
- Ander Tl. neuer Paduanen usw. 5 uns 3 St. auf Violen, Generalbaß, 1639 (2. Auflage 1650, 3. Auflage 1658)
- Musicalische Andachten, Erster Theil: Geistliche Konzerte, 1639
- Musicalische Andachten, Zweiter Theil: Geistliche Madrigalien, 1641 (2. Auflage 1650; 3. Auflage 1659)
- Musicalische Andachten, Dritter Theil: Geistliche Symphonien, 1642 (Online-Ausgabe, ca. 85 MB), 2. Auflage 1652
- Weltl. Lieder oder Liebesgesänge. I, 1642 (2. Auflage 1651); II, 1643 (2. Auflage 1650); III (Geist- und weltliche Oden und Madrigalien), 1649
- Dialogi oder Gespräche zw. Gott u. einer gläubigen Seelen. I, 1645 (4. Auflage 1669; bearb. v. A. W. Schmidt. In: DTÖ, VIII/1, Wien 1901). Neuausgabe Verlag C. Hofius, Ammerbuch 2020  ISMN 979-0-50248-157-5 (Suche im DNB-Portal)
- Geistlicher Dialogen ander Teil - Darinnen Herrn Opitzens Hohes Lied Salomonis. II, 1645 (2. Auflage 1652; 3. Auflage 1656; 4. Auflage 1658). Neuausgabe Verlag C. Hofius, Ammerbuch 2020  ISMN 979-0-50248-159-9 (Suche im DNB-Portal)
- Musicalische Andachten, Vierter Theil: Geistliche Motetten und Konzerte, 1646 (2. Auflage 1654; 3. Auflage 1669).  Neuausgabe Verlag C. Hofius, Ammerbuch 2020, 3 Bände ISMN 979-0-50248-160-5 (Suche im DNB-Portal), ISMN 979-0-50248-161-2 (Suche im DNB-Portal), ISMN 979-0-50248-162-9 (Suche im DNB-Portal)
- Motettae unius et duarum vocum. 1649. Neuausgabe Verlag C. Hofius, Ammerbuch 2020 ISMN 979-0-50248-155-1 (Suche im DNB-Portal)
- Lob- u. Danklied. Ps 84 (9st.), 1652
- Musicalische Andachten, Fünfter Theil: Chormusik nach Madrigal-Manier, 1653 (31 Motetten).  Neuausgabe Verlag C. Hofius, Ammerbuch 2020 ISMN 979-0-50248-156-8 (Suche im DNB-Portal)
- Musicalische Gespräche über die Evangelia. 1655 (30 geistliche Konzerte). Neuausgabe Verlag C. Hofius, Ammerbuch 2019 ISMN 979-0-50248-151-3 (Suche im DNB-Portal)
- Ander Theil Geistlicher Gespräche über die Evangelia. 1656 (29 geistliche Konzerte), Neuausgabe Verlag C. Hofius, Ammerbuch 2019 ISMN 979-0-50248-152-0 (Suche im DNB-Portal)
- Neue Musikalische Katechismus-Andachten. Lüneburg 1656 (38 geistliche Lieder). Neuausgabe Verlag C. Hofius, Ammerbuch 2019 ISMN 979-0-50248-149-0 (Suche im DNB-Portal)
- Fest-, Buß- u. Danklieder (5 Sing- u. 5 Instr.stimmen mit Generalbaß). 1658/59. Neuausgabe Verlag C. Hofius, Ammerbuch 2019, Band 1 (Nr.I-XVI) ISMN 979-0-50248-146-9 (Suche im DNB-Portal), Band 2 (Nr. XVII-XXXII) ISMN 979-0-50248-147-6 (Suche im DNB-Portal)
- Kirchen- u. Tafelmusik (Geistliche Konzerte), Zittau 1662. Neuausgabe Verlag C. Hofius, Ammerbuch 2017, ISMN 979-0-50248-136-0 (Suche im DNB-Portal)
- Missae (16 Messen, nur Kyrie und Gloria, als Missae breves, 5-12st.), 1663. Neuausgabe Verlag C. Hofius, Ammerbuch 2018, Band 1 (Missa I-X) ISMN 979-0-50248-140-7 (Suche im DNB-Portal), Band 2 (Missa XI-XVI) ISMN 979-0-50248-141-4 (Suche im DNB-Portal)
- Fest- u. Zeit-Andachten (6st.), Dresden 1671. Neuausgabe Verlag C. Hofius, Ammerbuch 2016, ISMN 979-0-50248-133-9 (Suche im DNB-Portal)

## Neuere Ausgaben
- Ausgewählte Werke (Noten), hrsg. v. Hugo Leichtentritt (= Denkmäler deutscher Tonkunst I. Folge, Band 40) Breitkopf & Härtel, Leipzig 1910, urn:nbn:de:bvb:12-bsb00023257-3.
- Erster Fleiß. Instrumentalwerke zu 3 und 5 Stimmen. hrsg. v. Helmut Mönkemeyer (= Das Erbe Deutscher Musik 49, Abt. Kammermusik VII). Bärenreiter, Kassel 1957.
- Weltliche Oden oder Liebesgesänge (1642–49). hrsg. v. Hans Joachim Moser (= Das Erbe Deutscher Musik 43, Abt. Oper und Sologesang V). Schott, Mainz 1962.
- Ausgewählte Kirchenmusik. hrsg. v. Diethard Hellmann (= Geistliche Chormusik IV, Das Chorwerk alter Meister VI). Hänssler, Stuttgart 1964.
- weitere (Einzel-)Ausgaben hrsg. v. Diethard Hellmann und Dieter Hildebrandt. Hänssler, Stuttgart 1964 ff.

q

## Diskografie
- Andreas Hammerschmidt, Motets extraits des Musicalische Andachten, des Fest-, Buß- und Danklieder et des Fest- und Zeitandachten. Ensemble Sagittarius, Maîtrise de Radio France (Michel Laplénie). MPO assai, Radio France, 2000
- Andreas Hammerschmidt, Vier Suiten aus der Sammlung „Erster Fleiß“. Hesperion XX (Jordi Savall). Ars Musici, Freiburg 1986
- Verleih uns Frieden. Geistliche Vokalmusik von Andreas Hammerschmidt. Himlische Cantorey, Knabenchor Hannover, J. Rosenmüller Ensemble (Jörg Breiding). NDR/Rondeau Production, Windsbach 2005.
- Andreas Hammerschmidt, Sacred Works. Kirchen- und Tafelmusik (1662). Motettae unius et duarum vocum (1649). Weser-Renaissance Bremen (Manfred Cordes). Classic production osnabrück, Georgsmarienhütte, 2003
- Andreas Hammerschmidt, Ach Jesus stribt. Vox Luminis (Lionel Meunier). Ricercar, 2020